# قرار (قانون)

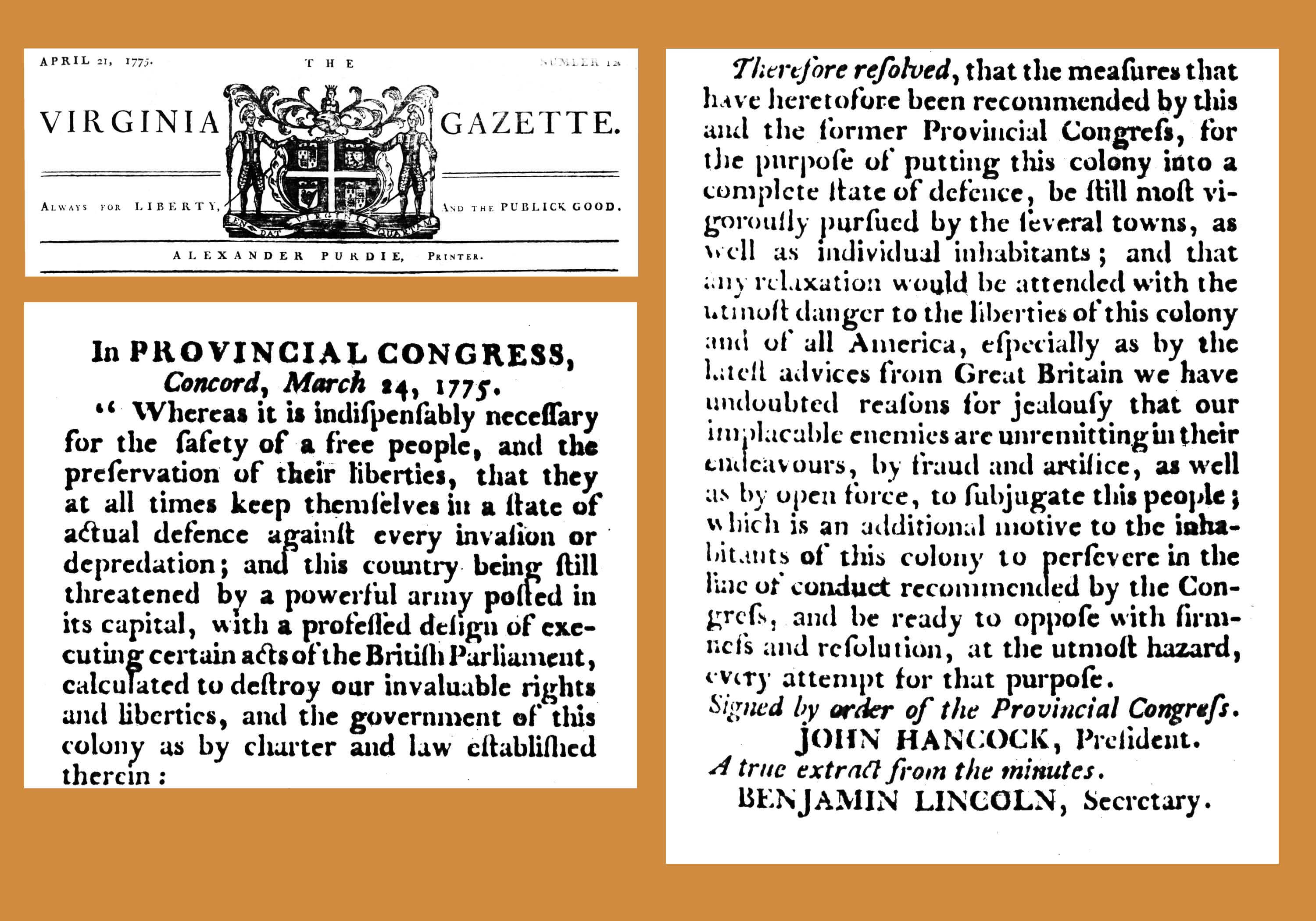
قرار صادر في 24 مارس 1775 عن كونغرس مقاطعة ماساتشوستس، وقعه جون هانكوك قبل أسابيع من معارك ليكسينغتون وكونكورد، يدعو إلى وضع المستعمرة في «حالة دفاع كاملة». غالبًا ما تُسبق القرارات ببنود تعبر عن أسباب أو مبررات القرار الذي يترتب على ذلك.

في القانون، القرار هو اقتراح مكتوب تتبناه هيئة تداولية. يمكن أن يكون مضمون القرار أي شيء يمكن اقتراحه عادة. بالنسبة للاقتراحات الطويلة أو المهمة، من الأفضل غالبًا كتابتها بحيث تكون المناقشة أسهل أو بحيث يمكن توزيعها خارج الهيئة بعد اعتمادها.
تستخدم القرارات بشكل شائع في الشركات ومجالس السلطة التشريعية.

## في الشركات
في الشركات، يكون القرار المكتوب مفيدًا بشكل خاص في حالة مجلس إدارة الشركة، والذي يحتاج عادةً إلى منح موافقته على شراء العقارات أو بيعها من قبل الشركة. مثل هذا القرار، عند اعتماده من قبل أمين عام الشركة، يعطي تأكيدًا للجانب الآخر من الصفقة أن البيع قد تم التصريح به بشكل صحيح. تشمل الأمثلة الأخرى قرارات الموافقة على فتح حسابات مصرفية أو التصريح بإصدار أسهم في الشركة.

## مجلسي التشريع
عندما تكون هناك حاجة لمزيد من الإجراءات الشكلية، يمكن تقديم اقتراح في شكل قرار، والذي يتم تقديمه دائمًا كتابيًا.
غالبًا ما تتبنى مجلسي الهيئة التشريعية قرارات غير ملزمة.
ومع ذلك، يستخدم المجلس التشريعي أيضًا القرارات لممارسة إحدى صلاحياته الملزمة التي ليست سلطة تشريعية. على سبيل المثال، يعلن كونغرس الولايات المتحدة الحرب أو يقترح تعديلات دستورية من خلال تبني قرار مشترك. يمكن لمجلس الهيئة التشريعية أيضًا استخدام قرار لممارسة سلطاته المحددة، كما يفعل مجلس العموم البريطاني لانتخاب رئيسه أو كما يفعل مجلس النواب الأمريكي لعزل مسؤول حكومي.

## الأنواع

### غير ملزم
في مجلس الهيئة التشريعية، يشير مصطلح القرار غير الملزم إلى التدابير التي لا تصبح قوانين. يستخدم هذا للتمييز بين تلك الإجراءات وبين مشروع قانون، وهو أيضًا قرار بالمعنى الفني. غالبًا ما يستخدم القرار للتعبير عن موافقة الهيئة أو رفضها لشيء لا يمكنها التصويت عليه بخلاف ذلك، بسبب معالجة المسألة من قبل سلطة قضائية أخرى، أو كونها محمية بموجب الدستور. ومن الأمثلة على ذلك قرار دعم قوات الدولة في المعركة، والذي لا يحمل أي وزن قانوني، ولكن يتم اعتماده للحصول على الدعم المعنوي.

### الموضوعي والإجرائي
تنطبق القرارات الموضوعية على المبادئ والقواعد القانونية الأساسية للحق، على غرار القانون الموضوعي، على عكس القرارات الإجرائية، التي تتعامل مع الأساليب والوسائل التي يتم من خلالها إعداد البنود الموضوعية وإدارتها.

## أمثلة للقرارات
- قرارات الجمعية العامة للأمم المتحدة
- قرارات مجلس الأمن التابع للأمم المتحدة
- قرار صلاحيات الحرب